# 丹尼爾山
47°25′56″N 10°52′49″E / 47.43222°N 10.88028°E

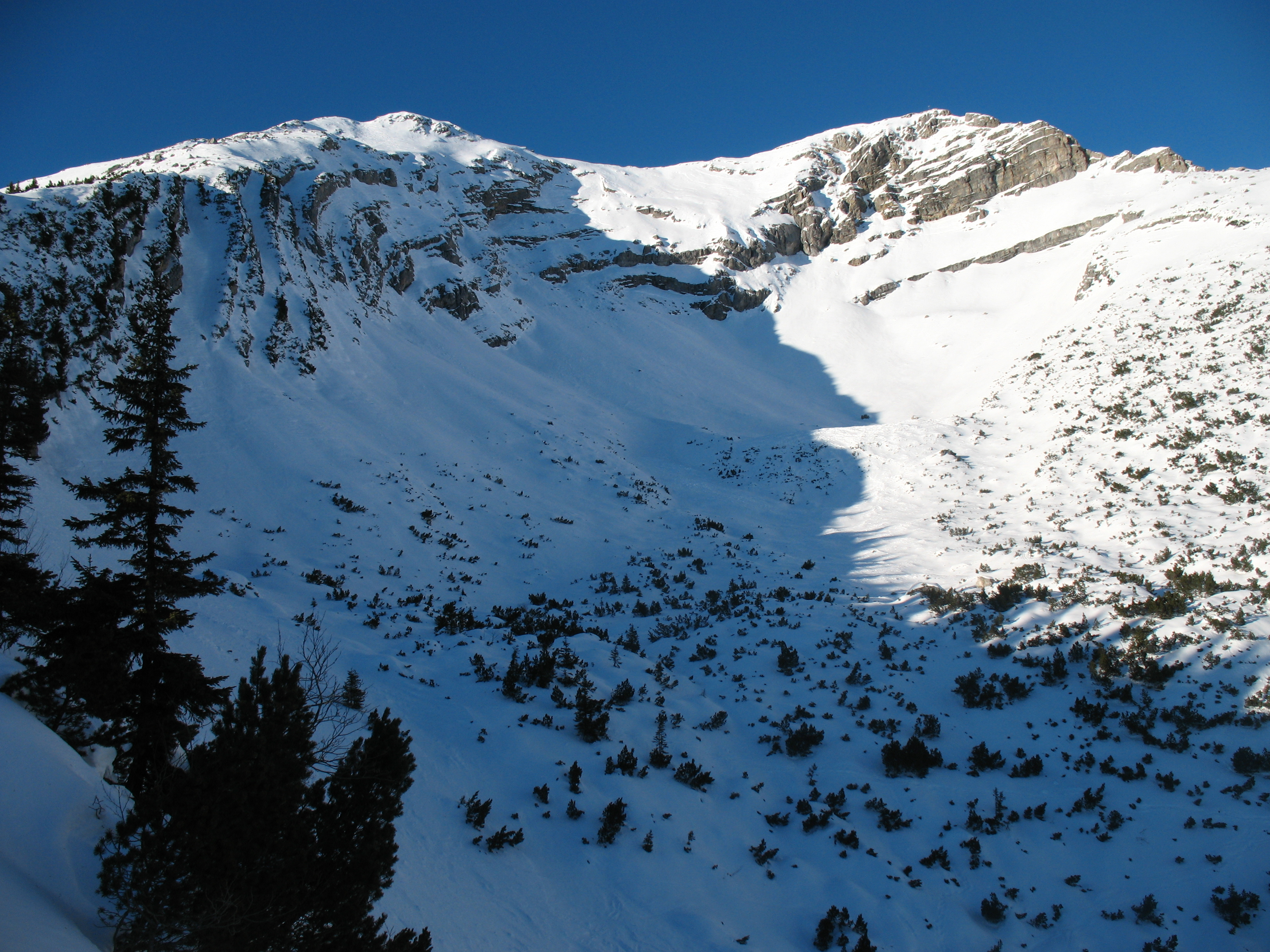

丹尼爾山（德語：Daniel），是奧地利的山峰，位於該國西部，由蒂羅爾州負責管轄，屬於阿默高山脈的一部分，距離施內費訥山6.7公里，海拔高度2,340米，每年平均降雨量1,698毫米。